# Penthalodes ovalis
Penthalodes ovalis är en spindeldjursart som först beskrevs av Dugès 1834.  Penthalodes ovalis ingår i släktet Penthalodes, och familjen Penthalodidae. Arten är reproducerande i Sverige.